# Glypta rufata
Glypta rufata är en stekelart som beskrevs av Bridgman 1887. Glypta rufata ingår i släktet Glypta och familjen brokparasitsteklar. Inga underarter finns listade i Catalogue of Life.